# 中国的全球化进程
中国的全球化进程讨论了中国的全球化历史，还包括已经融入中国社会的经济、社会和文化影响。

## 早期的王朝和丝绸之路

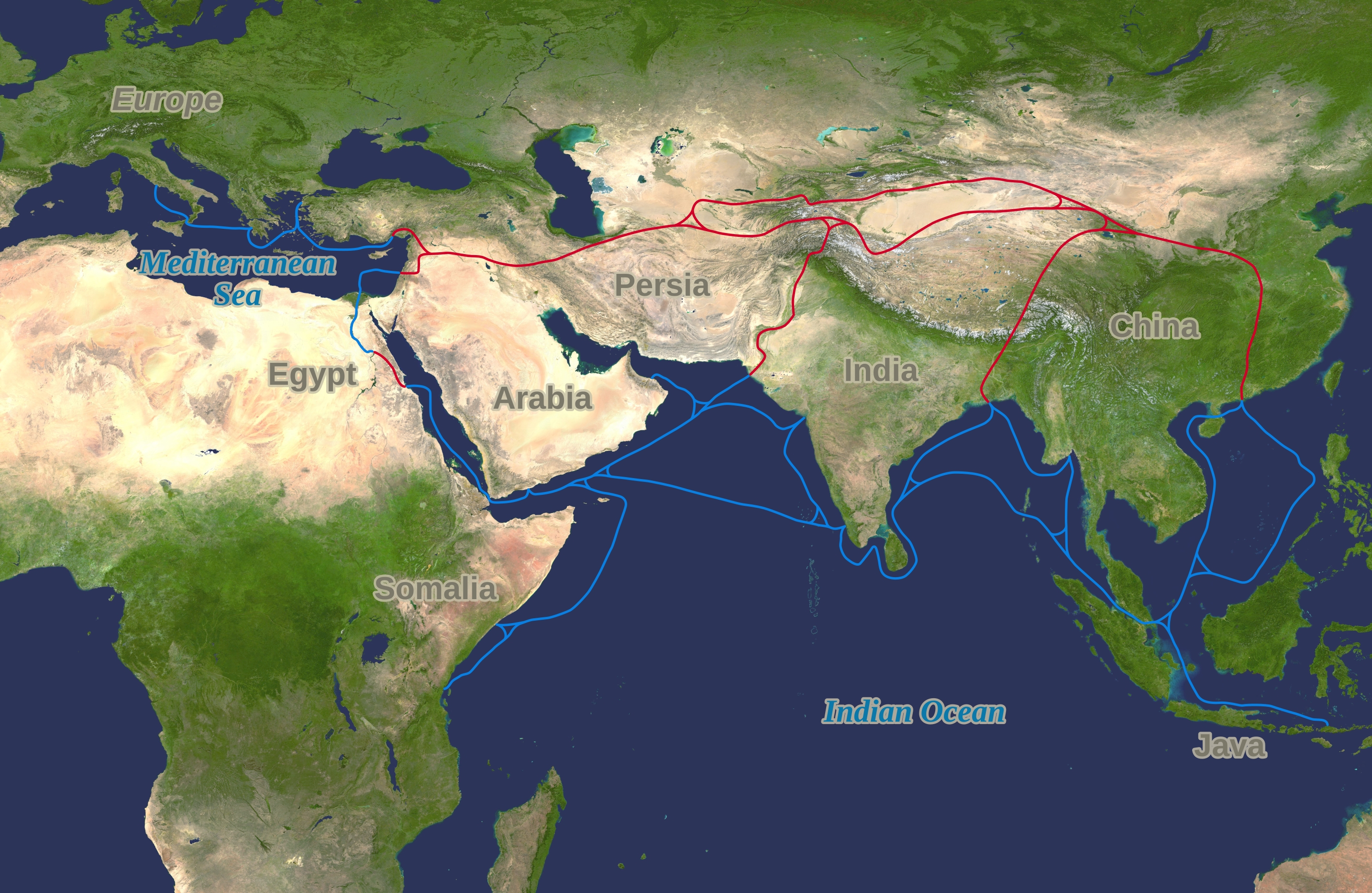
丝绸之路从南欧经阿拉伯、索马里、埃及、波斯、印度和爪哇一直延伸到中国。

中国在历史上最早实行国际主义的时期是在汉朝。汉朝初期，北方的匈奴人进攻汉地，企图掠夺财富。汉武帝希望与一个叫大月支的国家结盟，以便两国可以联合起来共同抗击匈奴。为了组成这个联盟，汉武帝派遣张骞前去西方与其建立经济和文化上的联系。据史料记载，在汉朝时期，中国与欧洲之间主要有四条交通路线，包括北部陆路、中部陆路、南部海路和远南海路。这些路线中最著名的是中部陆路，也就是古丝绸之路，这条路包括从中国西北部延伸到叙利亚和黑海港口的道路网在内，途径突厥绿洲和北波斯。丝绸之路对中国的帝王来说意义重大，因为它通过开发资源控制了中亚地区，并为中国最宝贵资源的出口提供了新的市场。
唐朝开创了城市化和海上贸易增长的新时代。例如，王朝的首都长安在当时发展成为了最大的城市之一。到公元 742 年，人口已接近 200 万，并且据人口普查显示，有 5000 名外国人居住在这座城市，有土耳其人、伊朗人、印度人以及来自沿路的其他人。在这一时期，贸易持续繁荣，并且有越来越多的外国人、外国宗教和外国思想传入中国。
宋朝将丝绸之路的重心从对国内贸易的依赖转变为对太平洋方向的依赖。贸易得到了大型商船队的支持，还得到了帝国海军的保护，因此通往中东、印度和非洲海岸的长途航线变得更加便捷。在此期间，由于北方边境的军事威胁，政府开始对对外贸易进行严格管制。为了监管国际贸易中的商品流通设立了商船局，对过往商船进行征税。此外，国际贸易不再注重文化交流，而是被视为中国经济增长的必需品。

## 当代中国

### 20世纪的中国
中国在现代国家建设中平衡教育的经济和社会政治任务的努力，可以追溯到晚清时期在外国侵略威胁下为实现现代化和民族生存而进行的斗争。这种困境一直持续到中华民国（1912-1949 年）和中华人民共和国的建立，直至其后的继承者，并延续到现代。
为了符合现代民族国家制度的模式，旧社会不得不对其制度和世界观进行彻底的改革，1949 年后的中国正处于这种秩序重整的时期。1989 年天安门广场抗议活动后，中国政府实施了一系列的改革，旨在促进经济增长，同时抑制国内民主情绪的蔓延。对中国共产党（或中共）来说，民主会导致政治不稳定，进而阻碍经济的发展，这同样也是中国国内许多民众的观点。
1989 年，中国成为世界上人口最多的国家，但其国内生产总值（GDP）仅位居世界第九，然而 25 年后，中国经济已成为仅次于美国的世界第二大经济体。经济发展的大幅增长并非没有代价，尽管经济改革和全球化给中国带来了前所未有的财富，但同也给中国带来了二氧化碳排放量的巨幅增长。

### 21世纪的中国
自 2005 年以来，中国在撒哈拉以南非洲地区的投资已超过 560 亿美元，其中大量投资于石油、铂金、铜、镍、锰以及其他采掘业。中国与非洲国家的双边贸易额从 2000 年的 100 亿美元增至 2010 年的 1 250 亿美元，再到 2015 年预计达到 3000 亿美元，超过美国成为非洲最大的贸易伙伴。通过贷款和外国直接投资，中国与拉丁美洲的贸易额也大幅增长，2000 年至 2010 年间增长了 1500%。此外，中国是西方对伊朗制裁的主要赢家之一，因为中国允许伊朗成为其最大的贸易伙伴，通过每天购买40万桶石油全部用人民币支付这种方式来试图提高人民币对美元的全球地位。
随着“沪港通”和“深港通“的启动，中国成功向融入全球金融体系迈出了第一步。中国进一步融入全球金融体系产生的影响是多方面的，对中方和西方世界来说都有利有弊。
在香港，随着全球化的加剧，“中国化”也随之加剧，由此引发了一系列的政治斗争。《圣战和麦克世界》（Jihad vs. McWorld ）所主张的正是不断扩大的全球商业和企业对政治进程的控制削弱了当地自治团体的自治和权力。这些自治团体与中国大陆的融合度越高，就会越繁荣，但大部分好处都落入了各路商界大亨和集团精英的手中，这可以看作是中国收入不平等加剧的一个例子。

## 经济转型
自1980年以来，中国实行了一系列的政策改革，旨在通过将社会主义的计划经济体制与资本主义的市场机制相结合，实现经济体制从计划经济向市场经济的转变。伴随这一转变的是四个经济特区的创建，这些地区受到优惠商业法的影响，旨在增加贸易、投资和创造就业机会。邓小平率先提出建设一个经济更加开放的中国，这一新的经济自由化和全球化取得了巨大成果。1978 年至 2012 年期间，中国国内生产总值年均增长约 9.8%，国内生产总值总量增长了 22.5 倍，人均国内生产总值年均增长 8.5%，同期增长了 15 倍。到2010年，中国超过日本成为世界第二大经济体，同时出口额也超过德国，成为世界第一。中国国内生产总值的大幅增长带动了人民群众生活水平的提高，他们的收入每10年就会翻一番甚至翻两番。 在经济爆发的同时，中国的收入分配也急剧增加，这使中国从一个相对平等的社会主义国家变成了一个非常不平等的国家。
中国的经济全球化改变了其国家政策偏好的性质，这使世界其他国家对中国的真实意图产生怀疑。由于中国经济的快速发展，由美国倡导的加强中国经济自由化的努力受到了褒贬不一的评价。中国经济实力的崛起苦乐参半，这不禁引发了大家的疑问：中国究竟是要支持现有的国际秩序，还是要挑战现有的国际秩序。
人民币兑美元的汇率被低估，引发了人们对采取更灵活的汇率是否有利于中国经济的疑问。大多数专家认为，不需要大幅改变汇率，而且最需要政策关注的是国内金融部门，而非国际金融部门。

## 文化转变
中国人在渴望全球化的同时，也害怕失去自己的文化、身份和历史，这意味着对英语渗入中国（乃至世界）文化的怀疑可能是合理的，哪怕是在很小的程度上。在一些人看来，英语是一种新形式的鸦片，这表明中国人对英语的敌意与日俱增，但同时由于英语是国际贸易和交流的主要语言，也引发了一些问题。
中国在语言选择和语言认同方面面临着前所未有的诸多问题，其中一些问题是由于来自外部世界的全球英语所带来的挑战造成的。尽管英语在文化大革命期间被谴责为资产阶级和帝国主义的语言，但它同时也被视为中国现代化和与世界接轨的必要工具。
20 世纪 90 年代，中国一个主要的港口城市大连的市政规划者力求将该市打造成贸易、金融和旅游的区域中心，试图使该市成为“北方的香港”。

## 另请参阅
- 全球化与中国女性
- 改革开放
- 中华人民共和国经济